# 亀田良一
亀田 良一（かめだ りょういち、1927年（昭和2年）2月1日 - 2018年（平成30年）12月28日）は、日本の実業家。政治家。広島県尾道市長（4期）。位階は従五位。旭日小綬章受章。

## 来歴
広島県尾道市出身。1951年、早稲田大学政治経済学部卒。1956年、亀田海運を会社組織にして独立する。尾道青年会議所理事長、尾道商工会議所副会頭などを経て、1995年、尾道市長に立候補し、現職の博田東平を破って当選する。1999年と2003年は無投票当選。尾道市長を3期務め、2007年に退任した。2008年春の叙勲で旭日小綬章を受章。2018年に死去。死没日付をもって従五位に叙された。